# Yulia Nestsiarenka
Yulia Nestsiarenka (Brest, 15 de junho de 1979) é uma velocista e campeã olímpica bielorrussa.
Yulia conquistou a medalha de ouro nos 100 m dos Jogos Olímpicos de Atenas em 2004, correndo todas as eliminatórias, semifinal e final abaixo dos 11s. Após os Jogos ela se retirou por quase um ano das pistas, voltando a competir no Campeonato Mundial de Atletismo de 2005, em Helsinque, onde conseguiu apenas o oitavo lugar na prova individual. No revezamento 4x100 m, porém, ela e as companheiras Natallia Solohub, Alena Neumiarzhitskaya e Aksana Drahun ficaram com a medalha de bronze em 42s53, recorde bielorrusso.
Em Pequim 2008 não conseguiu classificação para as finais nem na prova individual nem no revezamento. Atualmente ela integra o Comitê Olímpico Bielorrusso. Suas melhores marcas pessoais são 10s92 para os 100 m (Atenas, 2004) e 22s91 para os 200 m (Retimno, 2004).